# Hercules Robinson
Hercules Robinson, 1. baron Rosmead (ur. 19 grudnia 1824 w Rosmead, zm. 28 października 1897 w Londynie) – brytyjski urzędnik państwowy i administrator kolonialny. W czasie swojej kariery był gubernatorem wielu brytyjskich kolonii, m.in. Hongkongu (1859–1865), Cejlonu (1865–1872), Nowej Południowej Walii (1872–1879), Nowej Zelandii (1879–1880) i Kolonii Przylądkowej (1881–1889 i ponownie 1895–1897).

## Życiorys

### Młodość
Pochodził spoza arystokracji, jednak jego rodzina cieszyła się prestiżem i majątkiem z uwagi na ojca, również noszącego nazwisko Hercules Robinson, który był admirałem Royal Navy. Ukończył studia w kolegium oficerskim w Sandhurst. W 1843 odebrał szlify oficerskie jako podporucznik wojsk lądowych, zaś rok później zakupił (co było wówczas dopuszczalne w brytyjskiej armii) stopień porucznika. W 1846 opuścił wojsko w wieku 24 lat, będąc kapitanem. Podjął pracę w brytyjskiej administracji w Irlandii, skąd pochodziła rodzina jego matki. Dał się tam poznać jako zdolny i energiczny zarządca, dzięki czemu w wieku 29 lat otrzymał propozycję dołączenia do służby kolonialnej, od razu w charakterze szefa administracji jednej z brytyjskich posiadłości zamorskich.

### Służba kolonialna
Został wysłany na Karaiby, gdzie początkowo kierował aparatem administracyjnym na wyspie Montserrat, na której pracował w randze szefa rady wyspy, zaś w latach 1855–1859, już jako gubernator porucznik (co było drugim najwyższym stopniem w administracji kolonialnej, po „zwykłym” gubernatorze) zarządzał wyspą Saint Kitts. 17 czerwca 1859, mając 34 lata, został najmłodszym w historii gubernatorem Hongkongu. Formalnie objął ten urząd we wrześniu 1859. W tym samym roku otrzymał dożywotni tytuł szlachecki Sir. Dwoma najważniejszymi wydarzeniami jego kadencji było wprowadzenie w Hongkongu pracy kulisów (azjatyckich robotników, którzy formalnie nie byli niewolnikami i dostawali wynagrodzenia, choć niezwykle niskie, jednak w praktyce traktowano ich niemal równie źle jak niewolników) oraz rozszerzenie terytorium kolonii poprzez dodanie do niego większej części półwyspu Koulun.
W 1865 został przeniesiony na Cejlon, którym zarządzał do 1872 roku. Następnie trafił do Australii, gdzie został gubernatorem posiadającej już duży zakres autonomii Nowej Południowej Walii. Na tym stanowisku wsławił się jako jeden z głównych autorów przyłączenia Fidżi do Imperium Brytyjskiego. W latach 1874–1875 łączył stanowiska gubernatora Nowej Południowej Walii oraz Fidżi. W 1879 został gubernatorem Nowej Zelandii, jednak już w 1880 został przeniesiony na sprawowane równocześnie stanowiska wysokiego komisarza Afryki Południowej oraz gubernatora Kolonii Przylądowej, gdzie miał za zadanie ustabilizować sytuację po I wojnie burskiej oraz wojnie brytyjsko-zuluskiej (1879). W 1884 był głównym brytyjskim negocjatorem podczas rokowań z Transwalem, których owocem była konwencja londyńska, czyniąca z Transwalu protektorat brytyjski. W maju 1889 Robinson ogłosił swoje przejście na emeryturę i powrócił do Wielkiej Brytanii.
Po sześciu latach, w 1895 roku, pomimo słabego zdrowia i dość zaawansowanego wieku (miał wtedy blisko 71 lat), Robinson zgodził się wrócić na zajmowane wcześniej urzędy w Afryce Południowej, do czego był namawiany przez część polityków zasiadających w gabinecie lorda Rosebery, choć jego bezpośredni przełożony, minister kolonii Joseph Chamberlain, był tej nominacji przeciwny. Jego misją było przede wszystkim zażegnanie groźby kolejnej wojny. W sierpniu 1896 otrzymał dziedziczny tytuł barona Rosmead, dzięki czemu przez ostatnie miesiące życia był znany jako lord Rosmead. W kwietniu 1897 podał się do dymisji ze względów zdrowotnych. Powrócił na leczenie do Londynu, gdzie zmarł w październiku tego samego roku w wieku 72 lat.